# Eredivisie (mannenhandbal) 1984/85
De Eredivisie is de hoogste afdeling van het Nederlandse handbal bij de heren op landelijk niveau. In het seizoen 1984/1985 werd Aalsmeer voor het tweede keer landskampioen. Attila en Hercules H degradeerden naar de Eerste divisie.
Sinds dit seizoen werd er de Eredivisie uitgebreid naar 12 ploegen in plaats van 10 ploegen, hierdoor promoveerden er vorig seizoen twee extra teams vanuit de Eerste divisie.

## Opzet
De twaalf teams spelen in competitieverband tweemaal tegen elkaar. De nummer één mag zich landskampioen van Nederland noemen, de nummers elf en twaalf degraderen naar de eerste divisie.

## Teams
| Club                | Plaats     | Provincie     | Trainer         | Hal                     |
| ------------------- | ---------- | ------------- | --------------- | ----------------------- |
| Aalsmeer            | Aalsmeer   | Noord-Holland | Henny van Veen  | De Bloemhof             |
| Attila              | Utrecht    | Utrecht       | Jan Smeeing     | Sporthal All-Inn        |
| NCR/Blauw-Wit       | Neerbeek   | Limburg       | Guus Cantelberg | De Haamen               |
| HAKA/E&O            | Emmen      | Drenthe       | Harry Weerman   | Angelslo                |
| Hatrans/De Gazellen | Doetinchem | Gelderland    | Bart Schimmel   | Rozengaarde             |
| Hotelplan/Hellas    | Den Haag   | Zuid-Holland  | Jan Alma        | Duyvensteinhal          |
| Hercules Hengelo    | Hengelo    | Overijssel    |                 |                         |
| van Eijmeren/Hermes | Den Haag   | Zuid-Holland  | Hans Beugel     | Vliegermolen (Voorburg) |
| Sittardia           | Sittard    | Limburg       | Ton Velraeds    | Stadssporthal           |
| Swift Arnhem        | Arnhem     | Gelderland    | Hans Belt       | Elderveld               |
| Enzico/Swift        | Roermond   | Limburg       | Cees van Meurs  | Jo Gerrishal            |
| Herschi/V&L         | Geleen     | Limburg       | Pim Rietbroek   | Glanerbrook             |

## Stand
| Pos | Club                | Wed | W  | G | V  | Ptn | DV  | DT  | +/−  | Opmerking                      |
| --- | ------------------- | --- | -- | - | -- | --- | --- | --- | ---- | ------------------------------ |
| 1   | Aalsmeer            | 22  | 16 | 4 | 2  | 36  | 467 | 399 | +68  | Landskampioen                  |
| 2   | Sittardia           | 22  | 15 | 5 | 2  | 35  | 456 | 401 | +55  |                                |
| 3   | van Eijmeren/Hermes | 22  | 13 | 8 | 1  | 34  | 394 | 330 | +64  |                                |
| 4   | Herschi/V&L         | 22  | 14 | 3 | 5  | 31  | 469 | 395 | +74  |                                |
| 5   | NCR/Blauw-Wit       | 22  | 12 | 2 | 8  | 26  | 415 | 373 | +42  |                                |
| 6   | HAKA/E&O            | 22  | 11 | 1 | 10 | 23  | 395 | 401 | -6   |                                |
| 7   | Hatrans/De Gazellen | 22  | 7  | 5 | 10 | 19  | 397 | 422 | -25  |                                |
| 8   | Swift Arnhem        | 22  | 7  | 3 | 12 | 17  | 423 | 435 | -12  |                                |
| 9   | Hotelplan/Hellas    | 22  | 7  | 2 | 13 | 16  | 402 | 422 | -20  |                                |
| 10  | Enzico/Swift        | 22  | 5  | 4 | 13 | 14  | 395 | 437 | -42  |                                |
| 11  | Hercules Hengelo    | 22  | 4  | 0 | 18 | 8   | 346 | 437 | -91  | Degradatie naar eerste divisie |
| 12  | Attila              | 22  | 1  | 3 | 18 | 5   | 348 | 462 | -114 | Degradatie naar eerste divisie |

## Uitslagen
|                     | AAL     | ATT     | BLW     | E&O     | GEZ     | HEL     | HER     | HRM     | SIT     | SWA     | SWR     | V&L     |
| ------------------- | ------- | ------- | ------- | ------- | ------- | ------- | ------- | ------- | ------- | ------- | ------- | ------- |
| Aalsmeer            |         | 29 – 13 | 18 – 16 | 22 – 11 | 19 – 17 | 34 – 35 | 15 – 15 | 15 – 15 | 20 – 26 | 22 – 22 | 29 – 19 | 22 – 22 |
| Attila              | 29 – 29 | 00 – 00 | 17 – 19 | 18 – 18 | 22 – 23 | 16 – 16 | 18 – 19 | 09 – 17 | 19 – 19 | 16 – 21 | 19 – 16 | 19 – 22 |
| NCR/Blauw-Wit       | 20 – 24 | 26 – 15 | 00 – 00 | 19 – 16 | 19 – 13 | 23 – 13 | 15 – 20 | 12 – 13 | 16 – 18 | 27 – 18 | 20 – 14 | 22 – 19 |
| HAKA/E&O            | 17 – 20 | 22 – 15 | 20 – 18 | 00 – 00 | 15 – 14 | 21 – 19 | 18 – 13 | 14 – 09 | 19 – 22 | 24 – 19 | 18 – 15 | 22 – 23 |
| Hatrans/De Gazellen | 20 – 23 | 17 – 13 | 21 – 24 | 19 – 16 | 00 – 00 | 18 – 21 | 16 – 13 | 09 – 23 | 20 – 22 | 16 – 16 | 21 – 21 | 22 – 19 |
| Hotelplan/Hellas    | 20 – 20 | 20 – 15 | 21 – 18 | 25 – 20 | 17 – 20 | 00 – 00 | 21 – 15 | 14 – 18 | 16 – 17 | 22 – 20 | 25 – 20 | 15 – 18 |
| Hercules H          | 13 – 18 | 21 – 16 | 15 – 20 | 14 – 15 | 12 – 17 | 15 – 17 | 00 – 00 | 13 – 17 | 21 – 27 | 11 – 16 | 13 – 23 | 17 – 23 |
| van Eijmeren/Hermes | 16 – 16 | 22 – 19 | 16 – 14 | 22 – 15 | 21 – 13 | 19 – 17 | 25 – 14 | 00 – 00 | 20 – 20 | 24 – 20 | 17 – 16 | 15 – 15 |
| Sittardia           | 23 – 26 | 26 – 14 | 13 – 13 | 18 – 17 | 25 – 25 | 19 – 16 | 22 – 18 | 14 – 14 | 00 – 00 | 22 – 14 | 24 – 19 | 21 – 18 |
| Swift Arnhem        | 17 – 18 | 22 – 11 | 17 – 18 | 22 – 24 | 23 – 17 | 19 – 18 | 26 – 19 | 15 – 15 | 19 – 20 | 00 – 00 | 20 – 16 | 18 – 23 |
| Enzico/Swift        | 19 – 22 | 23 – 18 | 15 – 15 | 16 – 17 | 18 – 18 | 22 – 18 | 16 – 14 | 18 – 18 | 14 – 23 | 22 – 19 | 00 – 00 | 15 – 19 |
| Herschi/V&L         | 25 – 21 | 28 – 14 | 17 – 18 | 19 – 16 | 21 – 21 | 25 – 16 | 27 – 13 | 18 – 18 | 23 – 15 | 27 – 20 | 23 – 18 | 00 – 00 |

## Topscoorder
| Goal | Naam              | Club             |
| ---- | ----------------- | ---------------- |
| 162  | Leo Nieberg       | Hotelplan/Hellas |
| 155  | Jan Willem Hamers | Herschi/V&L      |
| 155  | Nico Beekman      | NCR/Blauw-Wit    |
| 131  | Henk Groener      | Swift Arnhem     |
| 113  | Willy Schmietz    | Sittardia        |

## Handballer van het jaar
Bij de verkiezing konden de trainers van de clubs hun favorieten spelers doorgeven, zo werd er een lijst van 8 spelers opgesteld. 144 spelers uit de eredivisieploegen waren gerechtigd om te stemmen. Maar door een fout kregen niet alle spelers een kans om te stemmen, slechts 86 hadden hierdoor kunnen stemmen. Uit de volgende spelers bestond de keuze.
| Naam               | Club                |
| ------------------ | ------------------- |
| Nico Beekman       | NCR/Blauw-Wit       |
| Henk Groener       | Swift Arnhem        |
| Mario Groenveld    | Aalsmeer            |
| Wil Jacobs         | Neerpelt            |
| Ron de Jonge       | van Eijmeren/Hermes |
| Jacques Josten     | NCR/Blauw-Wit       |
| Patrick van Olphen | van Eijmeren/Hermes |
| Lambert Schuurs    | Sittardia           |

De resultaten van de uitslag staan in de onderstaande tabel weergeven. Nico Beekman werd verkozen tot Nederlands handballer van het jaar.
| Pos | Naam               | Ptn | Club                |
| --- | ------------------ | --- | ------------------- |
| 1   | Nico Beekman       | 171 | NCR/Blauw-Wit       |
| 2   | Patrick van Olphen | 155 | van Eijmeren/Hermes |
| 3   | Lambert Schuurs    | 114 | Sittardia           |

## Trivia
- In het seizoen 1984/1985 werd voor het eerste keer sinds de invoering van de verkiezing voor beste handballer van het seizoen de prijs niet uitgereikt aan een speler die gedurende het seizoen voor een Limburgse ploeg uitkwam. Nico Beekman kwam gedurende het seizoen uit voor de Gelderse Hatrans/De Gazellen.